# Евгени Минковски
Евгени Минковски (на руски: Евгений Минковский) още Южен Минковски (на френски: Eugène Minkowski) е френски психиатър, евреин от руски произход.

## Биография
Роден е на 17 април 1885 година в Санкт Петербург, Руска империя. Започва да учи медицина във Варшава, но поради политически репресии от царското правителство е принуден да довърши образованието си в Мюнхен през 1909 година. Много скоро се привлича от философията. В психиатрията се посвещава на изследвания на психопатологическите характеристики, свързани с възприемането на времето, повлиян от феноменологията и идеите на Бергсон. Той предполага, че психопатологията може да бъде интерпретирана като се вземе предвид личното преживяване на времето.
Главните концепции създадени от Минковски включват идеите за „живия контакт с реалността“ и „живото време“. През 1914 година завършва работата си озаглавена „Les éléments essentiels du temps-qualité“, която не е публикувана никога. През 1926 година завършва дисертация на тема „La notion de perte de contact avec la réalité et ses applications en psychopathologie“ („Концепцията за загуба на връзка с реалността и нейните приложения в психопатологията“).
По време на кариерата си той си сътрудничи с Анри Ей, Ойген Блойлер и Лудвиг Бинсвангер. Оженва се за Франсоаз Минковска-Брокман, която също е психиатър и двамата имат дете Александър Минковски, който работи като педиатър.